# Fonds Coutot
 (février 2014).
Si vous disposez d'ouvrages ou d'articles de référence ou si vous connaissez des sites web de qualité traitant du thème abordé ici, merci de compléter l'article en donnant les références utiles à sa vérifiabilité et en les liant à la section « Notes et références ».
Le fonds Coutot, aussi appelé Collection Paris et Ancienne Seine, Fonds Coutot, 1700-1907, est un fonds documentaire créé par le généalogiste Amédée Coutot à partir de 1895. C'est le plus important fonds privé en France[réf. souhaitée].

## Historique
En mai 1871, vers la fin de la Commune, un incendie réduit en cendres la Bibliothèque de l'hôtel de ville de Paris et à l'issue du sinistre les archives municipales sont dévastées : il ne reste quasiment plus rien des 8 millions d'actes des registres d'état civil dressés avant 1859 pour Paris et le département de la Seine. Très vite, des hommes se mobilisent pour reconstituer les archives perdues. En 1895, Amédée Coutot ouvre une des premières études de généalogie en France. Il utilise les registres paroissiaux pour réunir et organiser des documents faisant état de tous les bans de mariages de l'Ancienne Seine. Après sa mort, Maurice Coutot, son fils, poursuit son travail à partir de 1920. Il l'enrichit notamment en reconstituant les documents des baptêmes, mariages et décès à partir de relevés faits sur les registres des paroisses du diocèse de Paris. Grâce à ce travail, ils sont parvenus à constituer un très important fonds documentaire portant sur la recherche généalogique.

## Contenu
Le fonds compte plus de 10 millions d’informations nominatives qui compensent la perte des archives d'état civil disparues en 1871. Il concerne non seulement la ville de Paris mais aussi les principales communes d’Île-de-France (Ancienne Seine) pour la période de 1700 à 1907. On y trouve des naissances, des publications de mariages, des faire-part de décès ainsi que des listes électorales.

## Propriétaire
Le fonds Coutot est géré par la société ARFIDO.